# Schloss Burgk

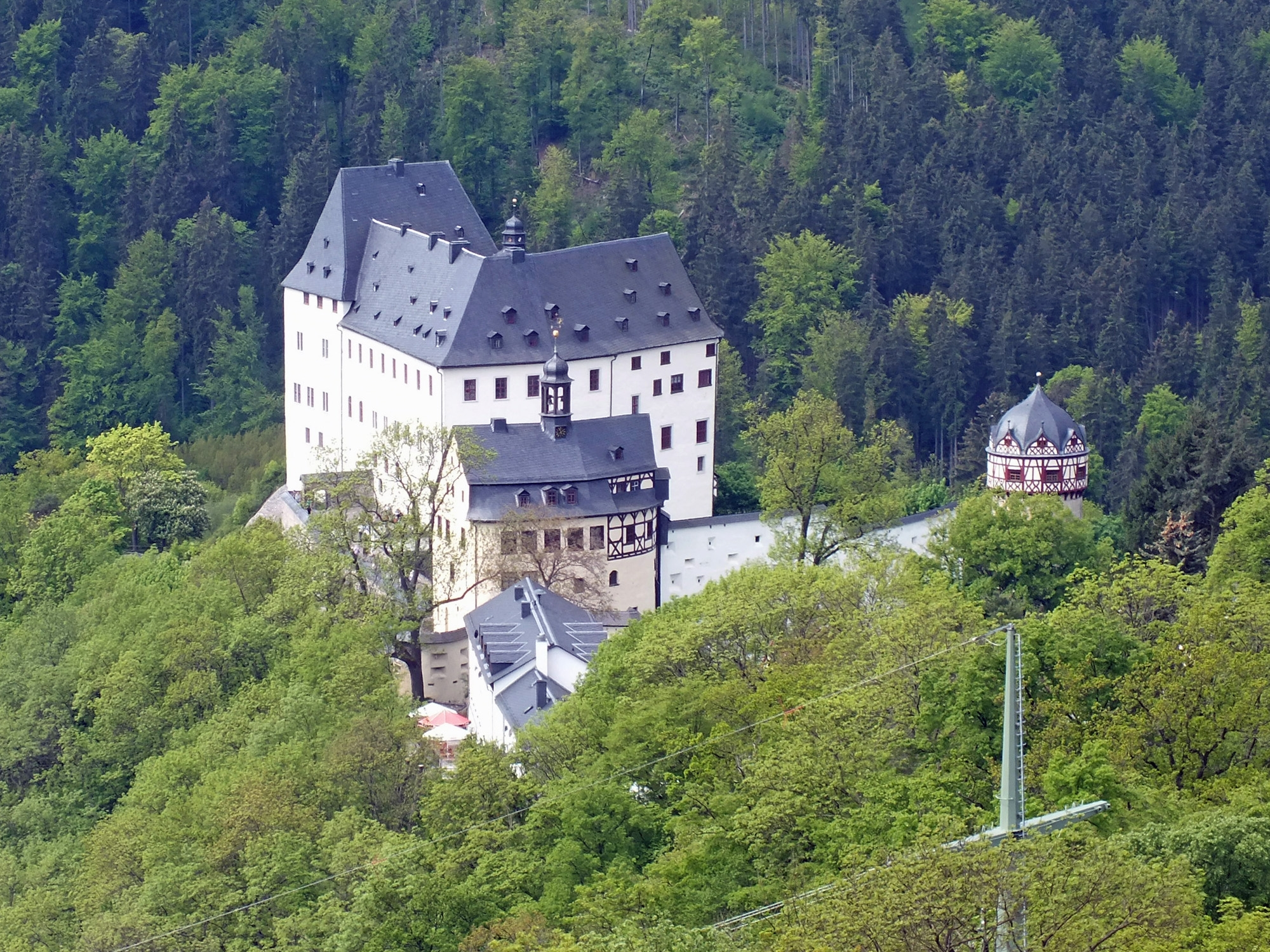
Schloss Burgk vom Saaleturm aus gesehen

Schloss Burgk an der Saale ist ein Schloss im Saale-Orla-Kreis im Thüringer Schiefergebirge und Vogtland und beherbergt heute ein Museum fürstlicher Wohnkultur. Es gehörte von seiner Erbauung im Mittelalter an bis 1945 dem Fürstenhaus Reuß.
Schloss und Ortschaft Burgk liegen exponiert auf einem Felsplateau oberhalb des Burgker Ortsteils Burgkhammer und der gleichnamigen Talsperre an einer Saaleschleife. Es ist neun Kilometer von der A 9 (Berlin–München) entfernt.

## Geschichte

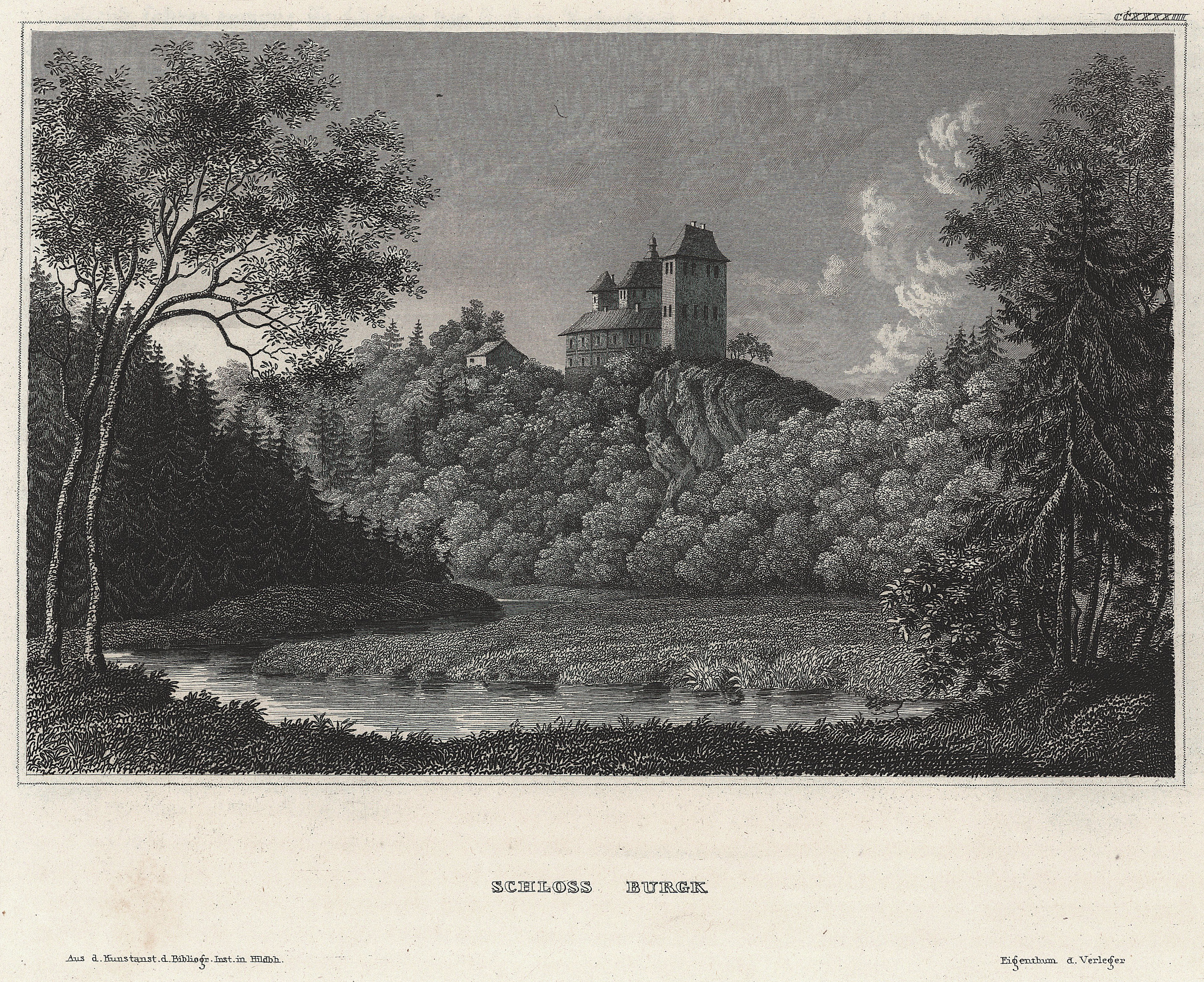
Blick auf Schloss Burgk, 1839

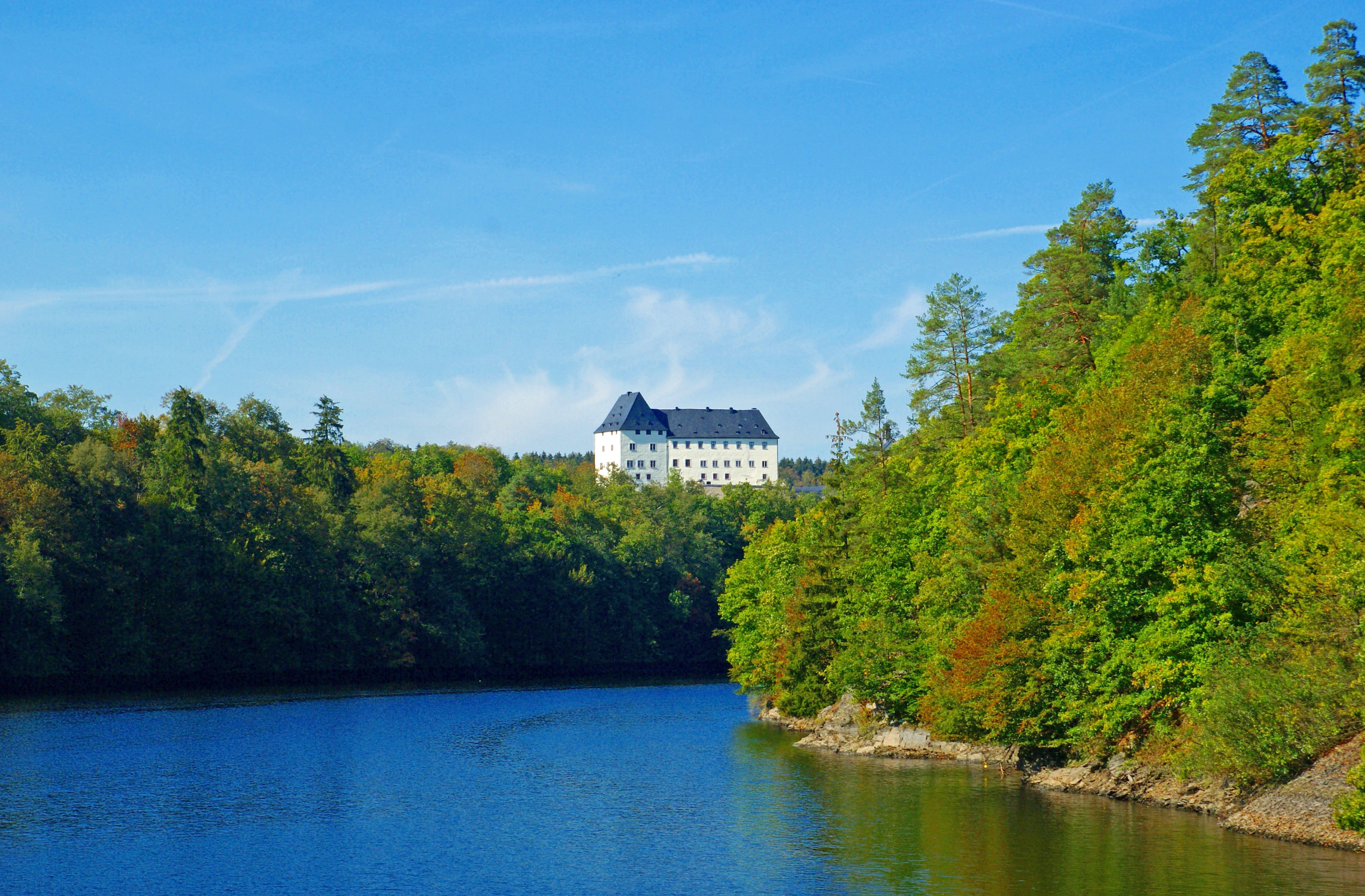
Schloss Burgk über der Talsperre Burgkhammer

Durch die Vögte von Gera (Vorfahren der Reußen) wurde schon im Mittelalter an der wehrtechnisch günstig gelegenen Stelle eine Burg errichtet. Nach einer zeitweiligen Veräußerung an die Deutschritter kam es wieder zu den Geraer Vögten (später Herren), um nach deren Aussterben an die Greizer Reußen zu fallen. Innerhalb der Älteren Linie des Hauses Reuß war Burgk von 1596 bis 1640 und von 1668 bis 1697 eine eigene Herrschaft, nämlich Reuß-Burgk, mit Burgk als Residenzort. Diese Herrschaft umfasste jedoch nur ein kleines Territorium mit wenigen Ortschaften.
Die Burg wurde 1403 zum Schloss ausgebaut. Heinrich II. Reuß von Burgk (1575–1639) machte dieses zu seiner Residenz. Bemerkenswert ist der von Wallenstein 1632 der Herrschaft ausgestellte Schutzbrief, der für einen beträchtlichen Geldbetrag erworben wurde und die Zerstörung des Schlosses und der Ortschaft in den Wirren des Dreißigjährigen Krieges zu verhindern half.

1697 wurde das jüngere Haus Reuß-Burgk von Heinrich XIII., Graf Reuß zu Untergreiz (1675–1733), beerbt. Fortan diente das Schloss als Jagd- und Sommersitz der auf dem Greizer Unterschloss residierenden Grafen. Sein Sohn Heinrich III. (1733–1768) ließ es umfassend modernisieren. Der Ostturm wurde abgetragen und die Vorderfront erneuert. Die Fenster wurden verbreitert und mit neuen Gewänden versehen. Auch der Aborterker und das Sommerhäuschen wurden entfernt. Da es an einem Garten fehlte, ließ der Graf den südlich gelegenen Bergsporn planieren und gestaltete auch den „Sophienweg“ zum Lusthaus. Mit dem Park wurde eine Anlage geschaffen, die den Charakter des Bauwerks endgültig hin zum Lustschloss bestimmte. 1763 erfolgte die Innenausstattung. Mit diesen Maßnahmen schufen sich die Grafen ein repräsentatives Jagd- und Lustschloss. 

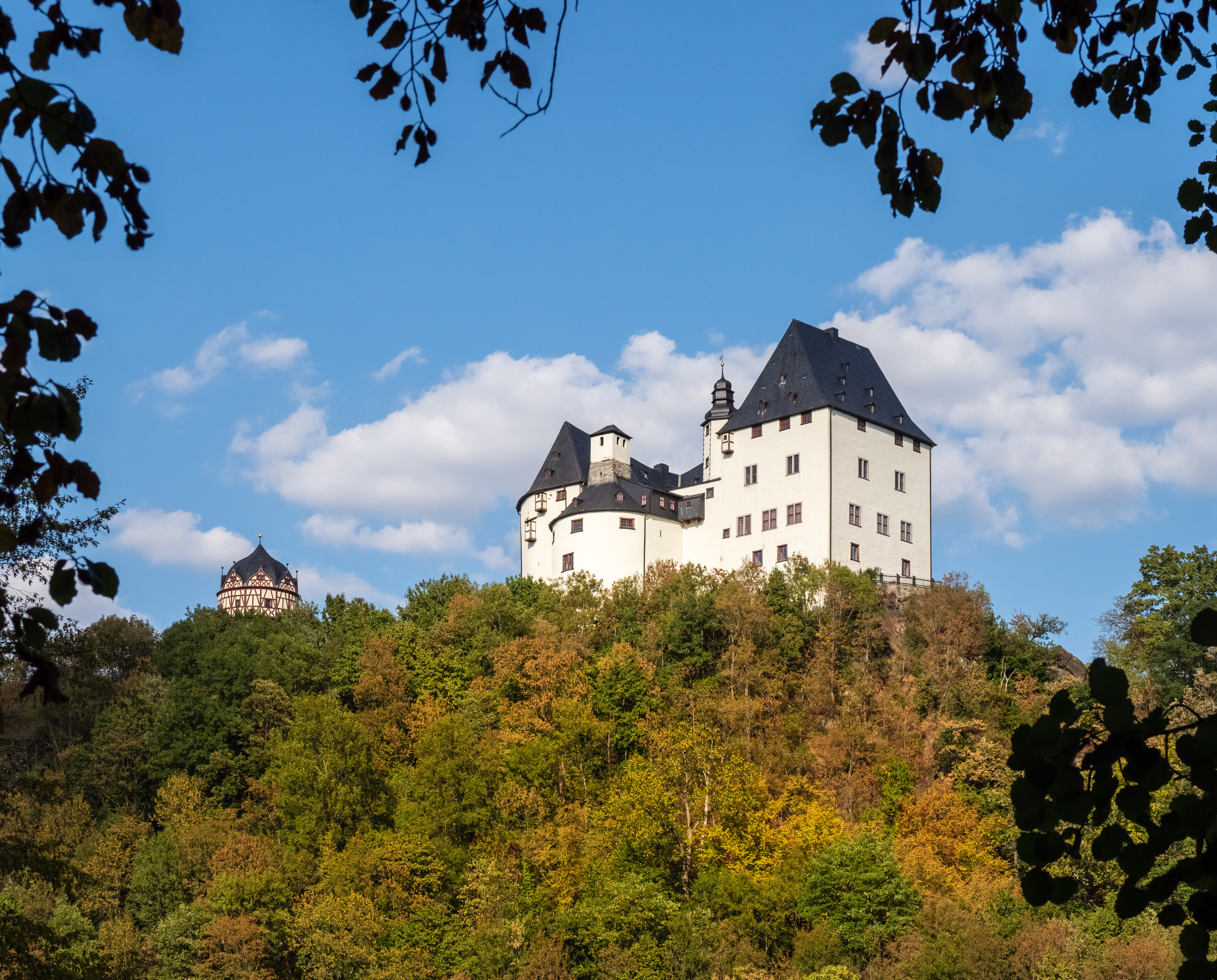
Schloss Burgk vom Tal der Saale aus gesehen

Nach dem Tode Heinrichs III. 1768 fielen Untergreiz und Burgk an Graf Heinrich XI. Reuss zu Obergreiz, der 1778 in den Reichsfürstenstand erhoben wurde, als Fürst Reuß älterer Linie. Die ältere und die jüngere Linie verloren durch die Novemberrevolution von 1918 ihre Throne. Als die Ältere Linie mit Heinrich XXIV. 1927 im Mannesstamm erlosch, fiel Schloss Burgk an seine Schwester Hermine, die seit 1922 mit dem Ex-Kaiser Wilhelm II. verheiratet war. Sie trat das Schloss 1933 an ihre Schwester Ida ab, die Ehefrau des Fürsten Christoph Martin zu Stolberg-Roßla. Nach dem Zweiten Weltkrieg kam das Schloss durch Enteignung in staatlichen Besitz. Da es bis 1945 im Familienbesitz geblieben war und auch danach der Plünderung entging, ist eine reiche Innenausstattung vorhanden, die durch Einrichtungsgegenstände und Kunstwerke aus anderen Schlössern ergänzt wurde.
1952 wurde das Schloss der Öffentlichkeit zugänglich gemacht und ein Museum eröffnet, das sich im Laufe der Jahrzehnte zu einem kulturellen Zentrum Ostthüringens und des Vogtlandes entwickelte. 1980 übernahm Lothar Lang dessen Leitung. Er organisierte eine rege Ausstellungstätigkeit und baute insbesondere im Zusammenwirken mit der Pirckheimer-Gesellschaft eine Exlibris-Sammlung auf. Das Museum beherbergt heute die weltweit bedeutendste Sammlung von Exlibris, nachdem es 2023 zu dem bereits bestehenden eigenen Bestand von 30.000 Stücken etwa 36.000 Exponate der Sammlung der Deutschen Exlibris Gesellschaft e. V. und 100.000 des Den Danks Exlibris Fonds erhalten hatte.

## Anlage
Das gut erhaltene Schloss hat noch den Charakter einer Burg mit vielen mittelalterlichen Details. So ist der ursprüngliche Palas noch komplett erhalten, ebenso der Bergfried und beide steinernen Brücken, die in den inneren Ring bzw. zum Palas führen. Früher waren beide Brücken Zugbrücken. An der äußeren Brücke ist unter dem Amtshaus eine Zolltariftafel ausgestellt. 2016 wurde beim Öffnen einer barocken Wand eine mittelalterliche Bohlenstube von 1402 gefunden. Vor den inneren Schlosstoren fanden Blidensteine ihre Zweitverwendung als Radabweiser.
Als 1739 das zweite Torhaus abgerissen wurde, fand man eine Kammer mit einem Hund. Vermutlich wurde dieser dort als Bauopfer (Opfergabe) etwa 400 Jahre zuvor lebendig eingemauert. Heute ist dieser Hund im Eingangsbereich in mumifiziertem Zustand hinter einer Glasscheibe zu sehen.
Die Schlosskapelle und die Küche sind gut erhalten. Bemerkenswert ist insbesondere der Abzugskamin der Küche. Am westlichen Ende der Anlage steht der „Rote Turm“ mit einer Fachwerkhaube im Stil der Spätrenaissance. Der Zugang zum „Roten Turm“ führt über einen begehbaren und gedeckten Wehrgang, von welchem noch drei weitere, teilweise übereinander gelegene Wehrgänge abgehen, die sich in der Mauer befinden.
Im Zentrum des Mitte des 18. Jahrhunderts in französischer Manier angelegten Parks südlich des Schlosses befindet sich der als Sophienlust bezeichnete spätbarocke/klassizistische Pavillon.

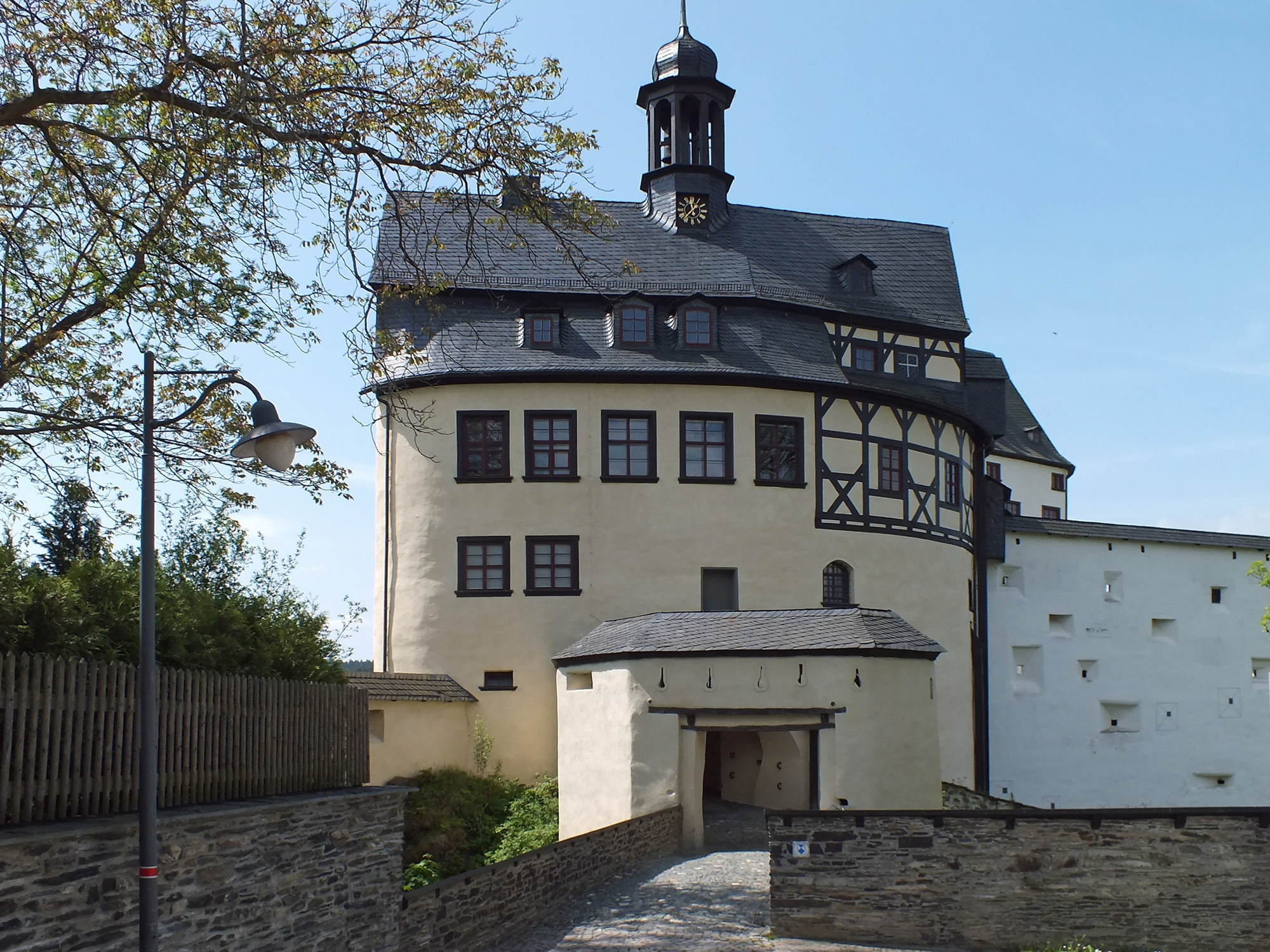
Torhaus
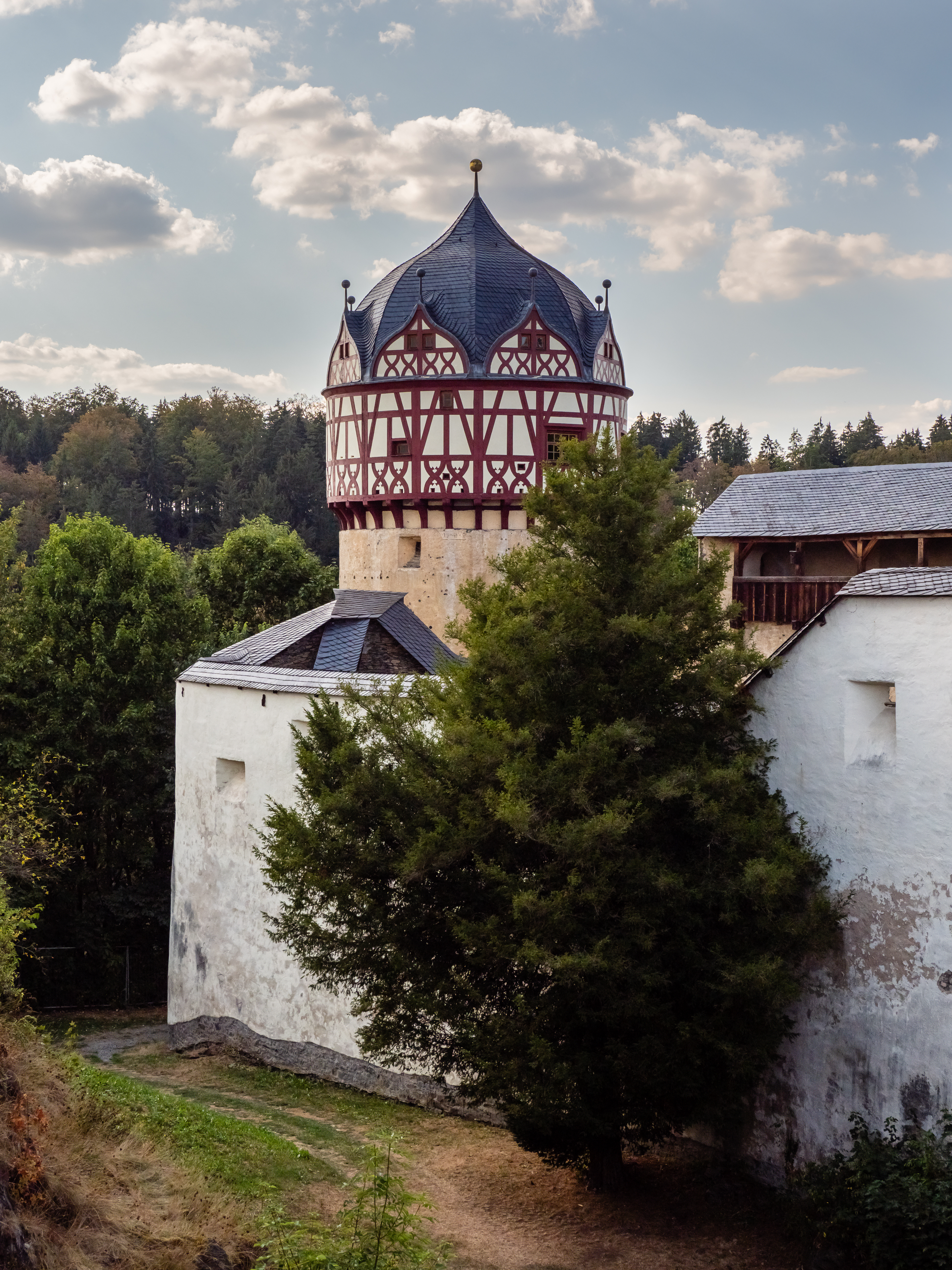
Wehranlage mit „Rotem Turm“
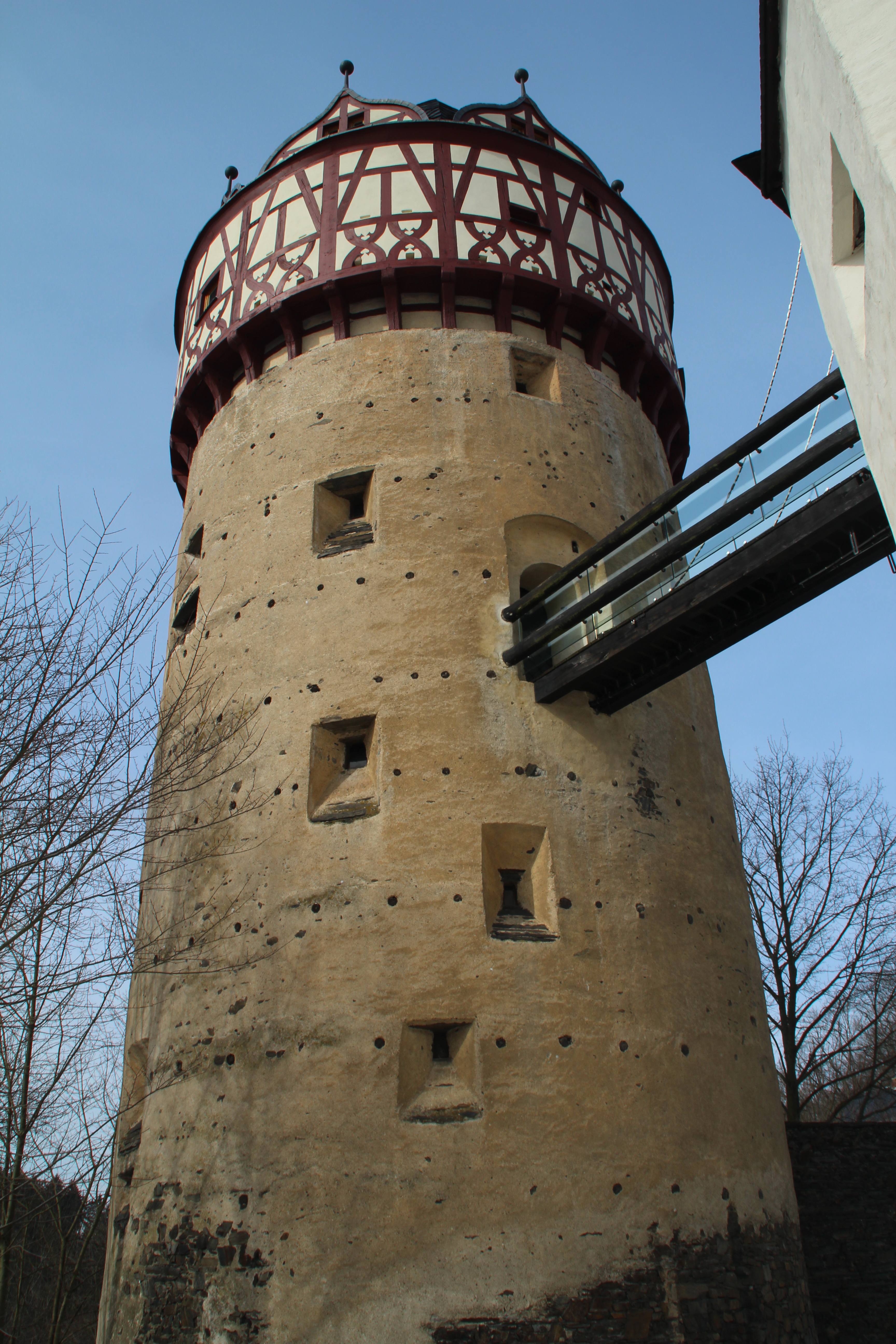
Roter Turm vom Zwinger aus
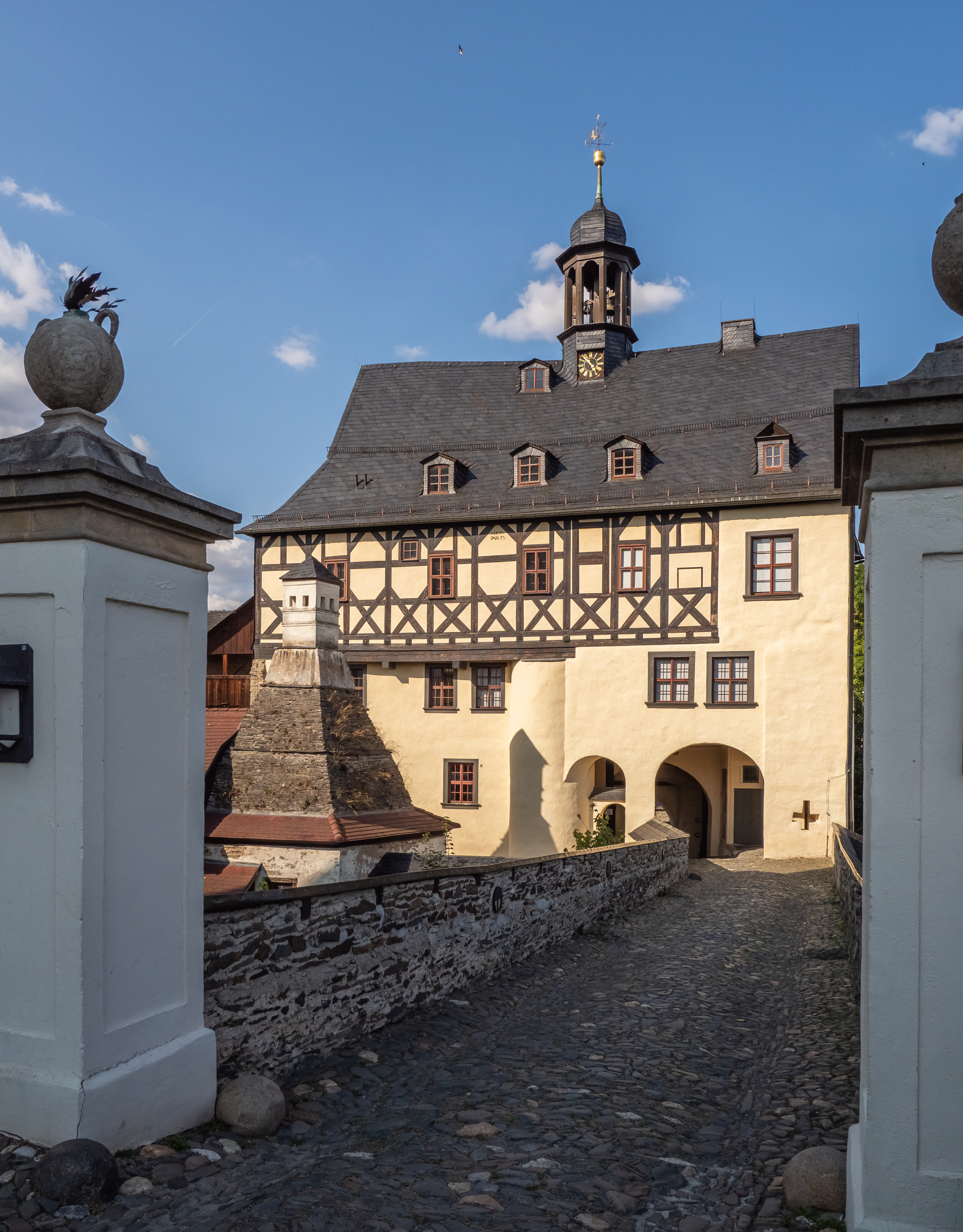
Torhaus
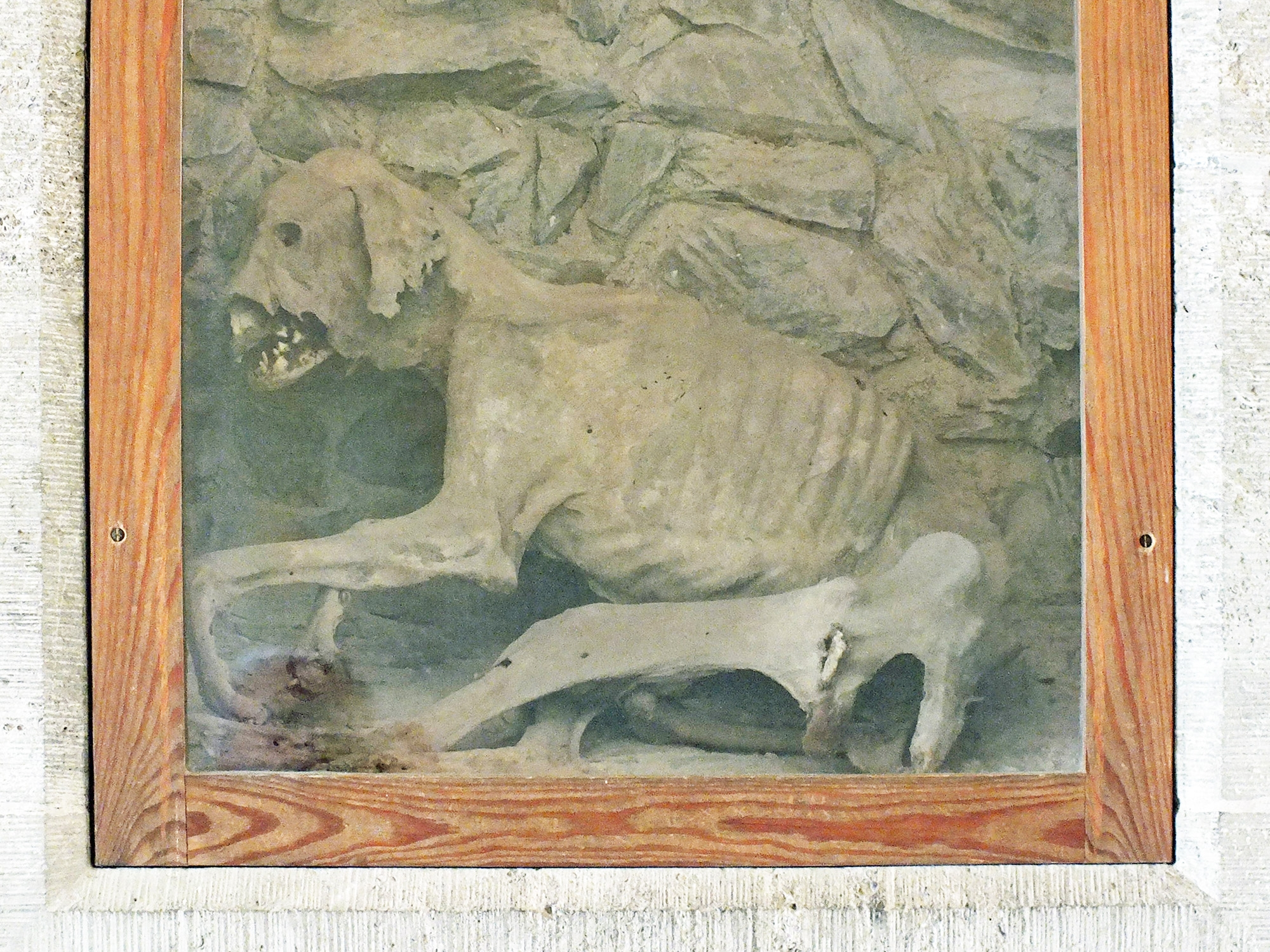
Mumifizierter Hund
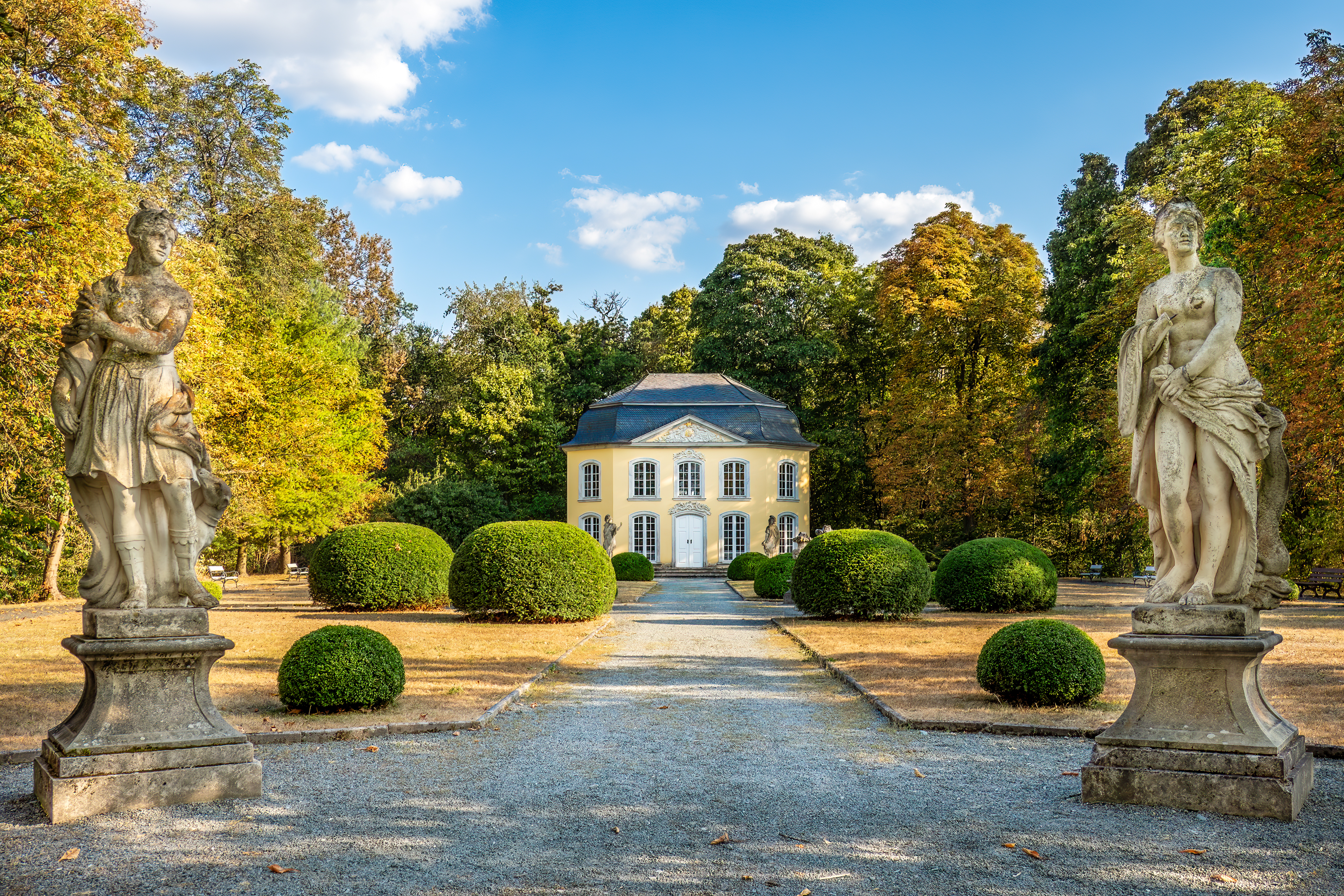
Pavillon „Sophienlust“
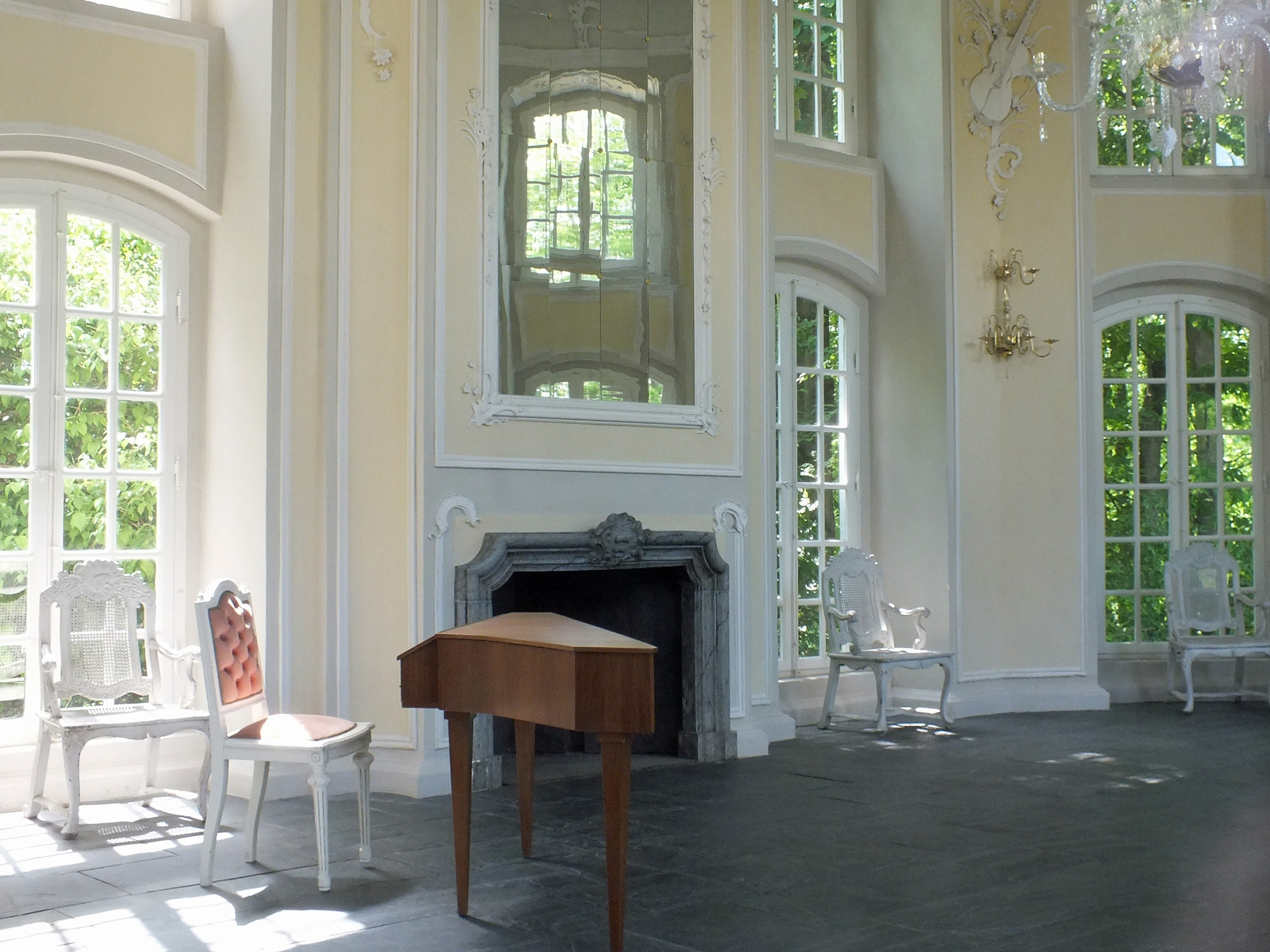
Im Pavillon
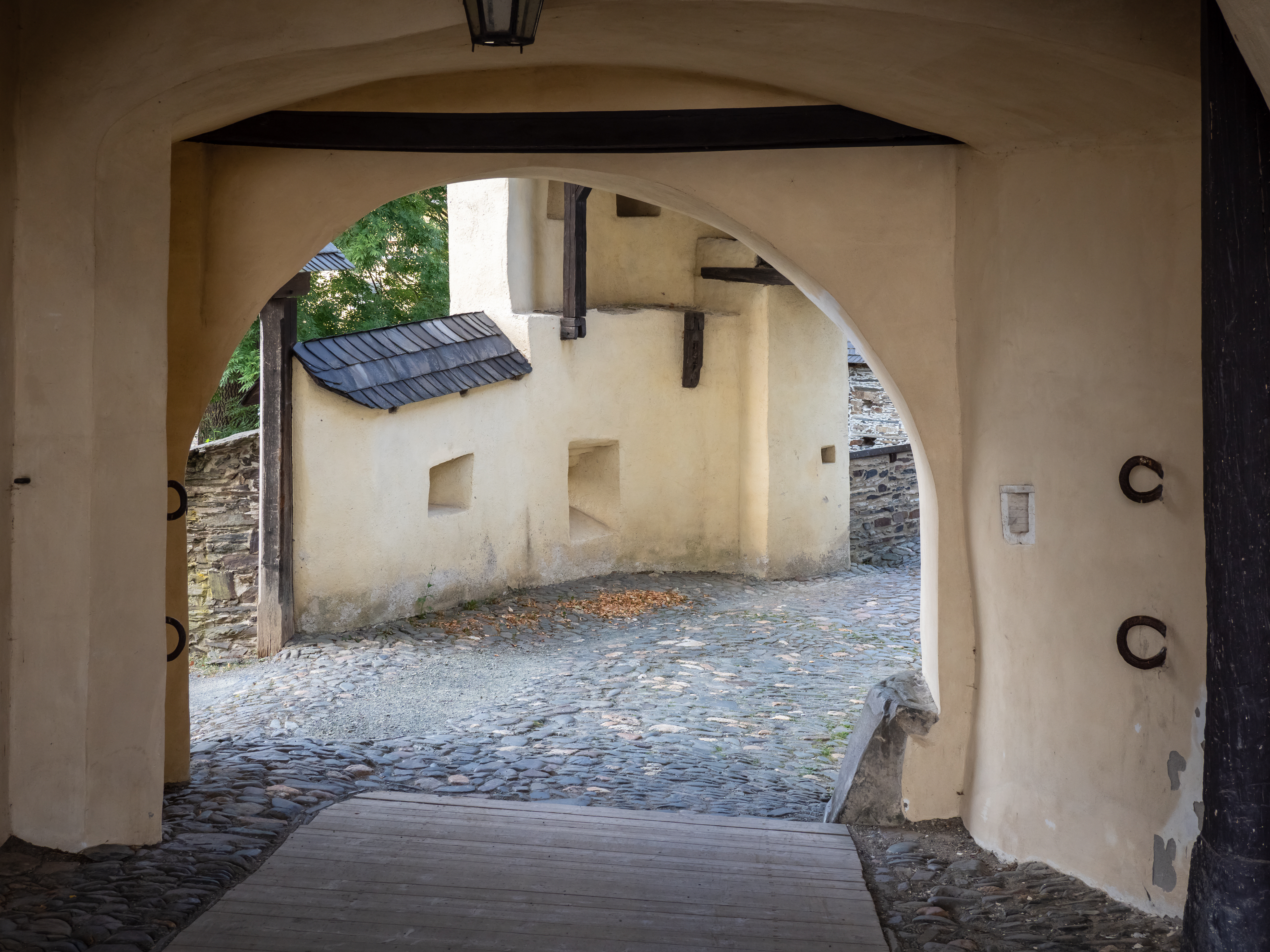
Tor von Schloss Burgk

## Räume
Im Rittersaal des Schlosses finden regelmäßig Konzerte statt. Zudem geben das barocke Prunkzimmer mit Bettalkoven und die teilweise der Chinoiserie des 18. Jahrhunderts verpflichteten Wohnräume im Stil des Rokoko einen Einblick in das Leben deutscher Fürsten. Eine umfangreiche Waffen- und Trophäensammlung im Jagdzimmer verweist auf die Nutzung der Anlage als Jagdschloss. Ein besonderes Merkmal der Schlosskapelle, in der sich auch Emporenmalerei befindet, ist die 1743 geweihte Orgel von Gottfried Silbermann.

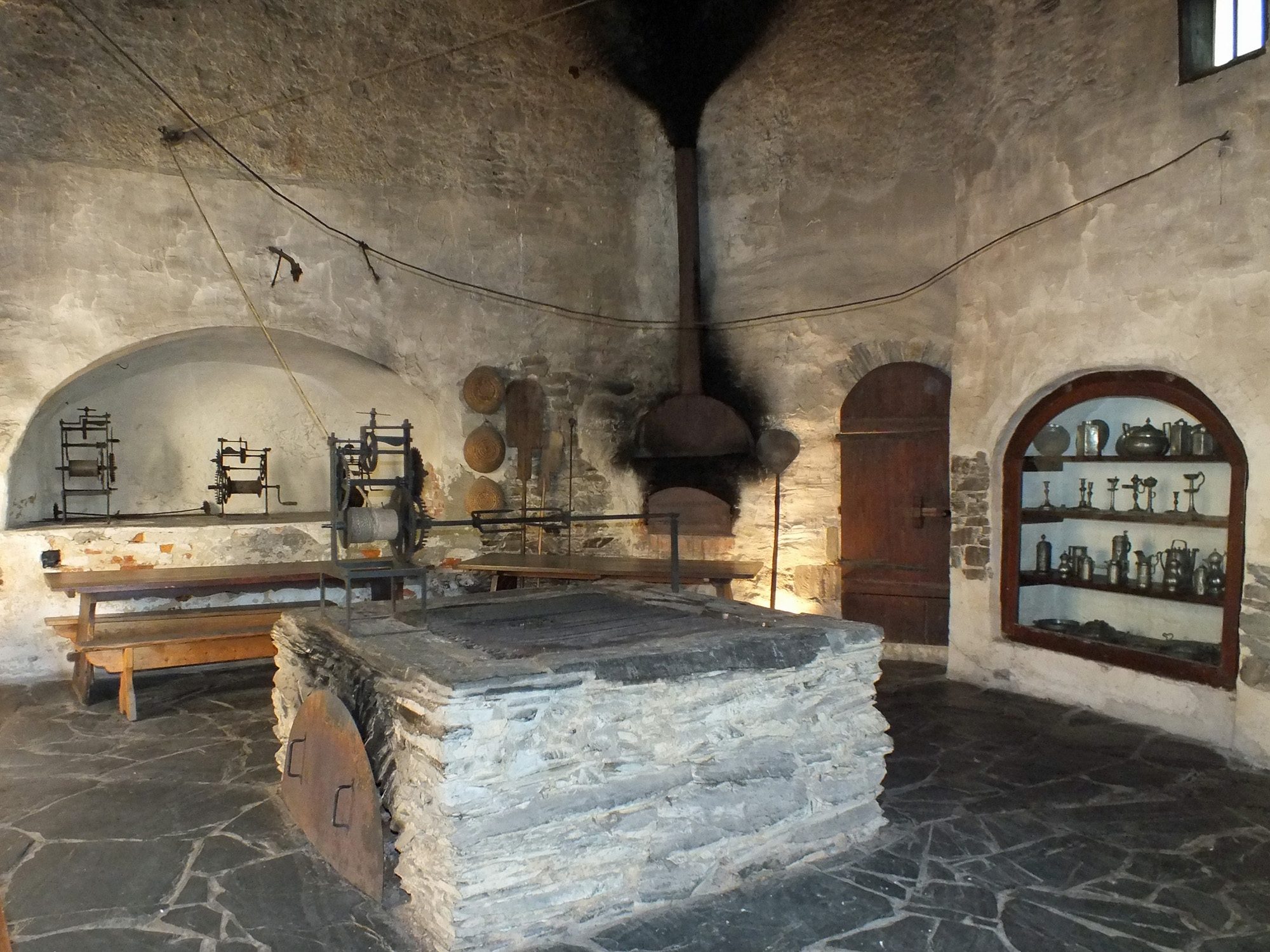
Historische Schlossküche
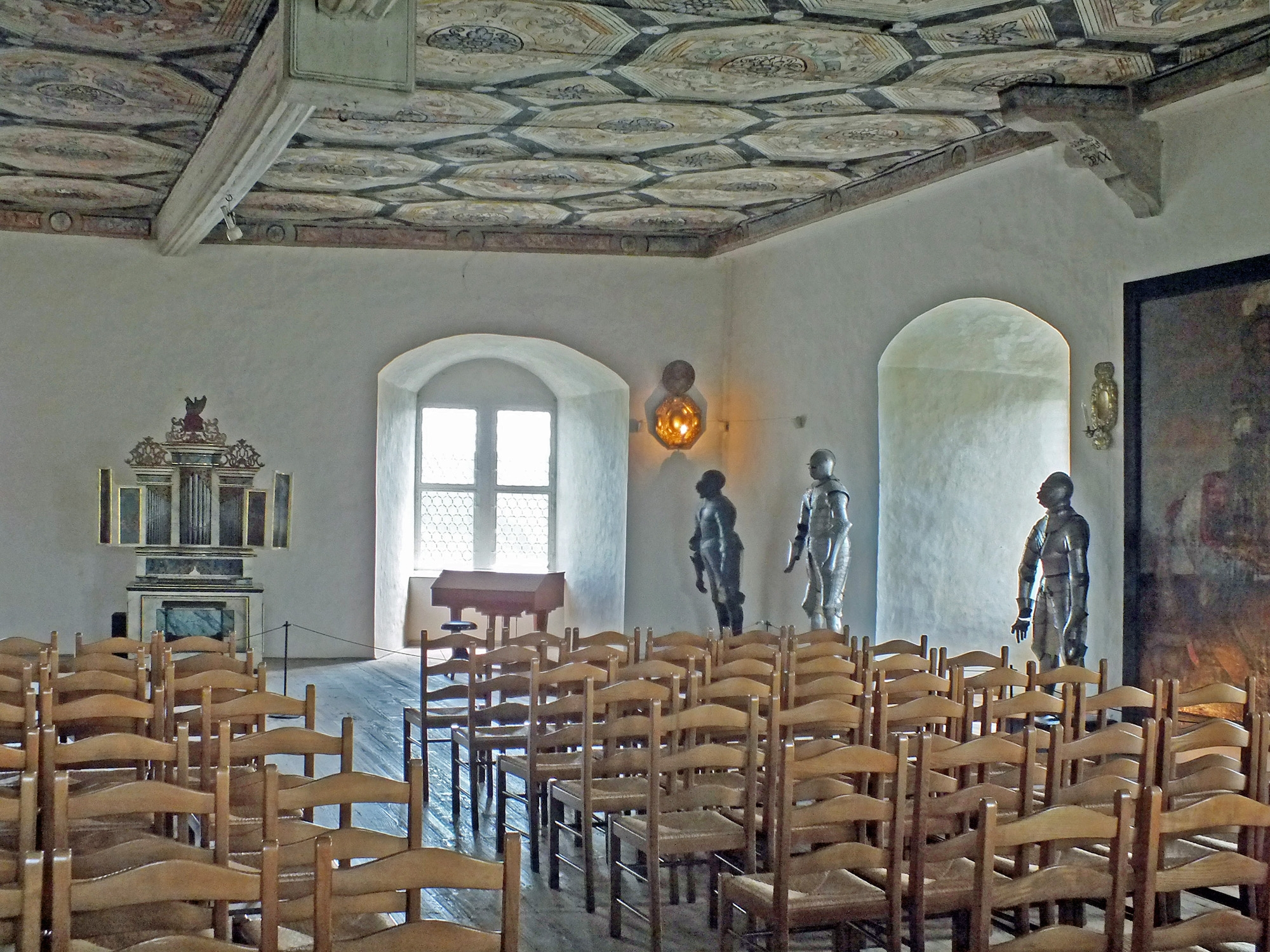
Rittersaal
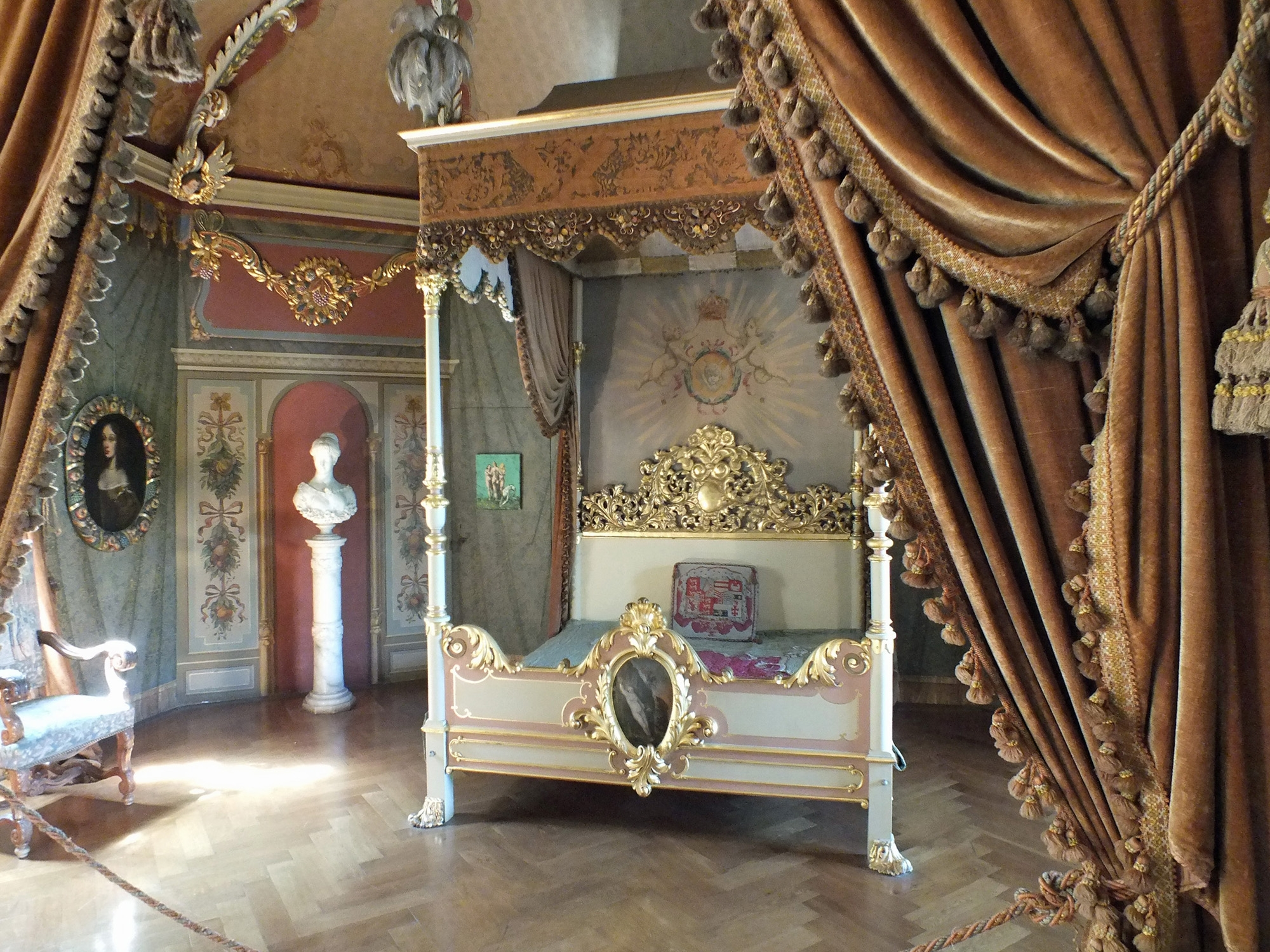
Bettalkoven im Prunkzimmer
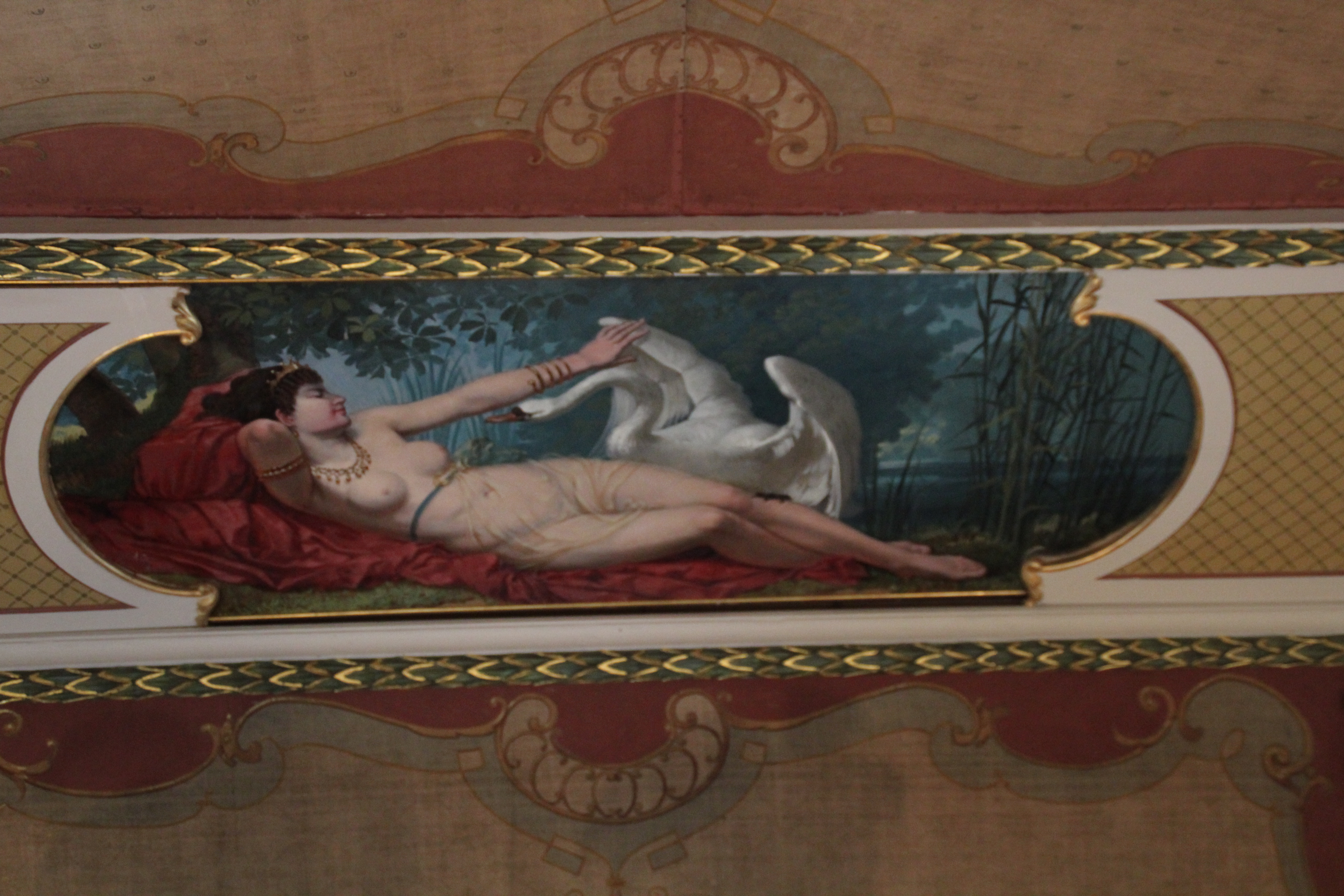
Detail des Prunkzimmers
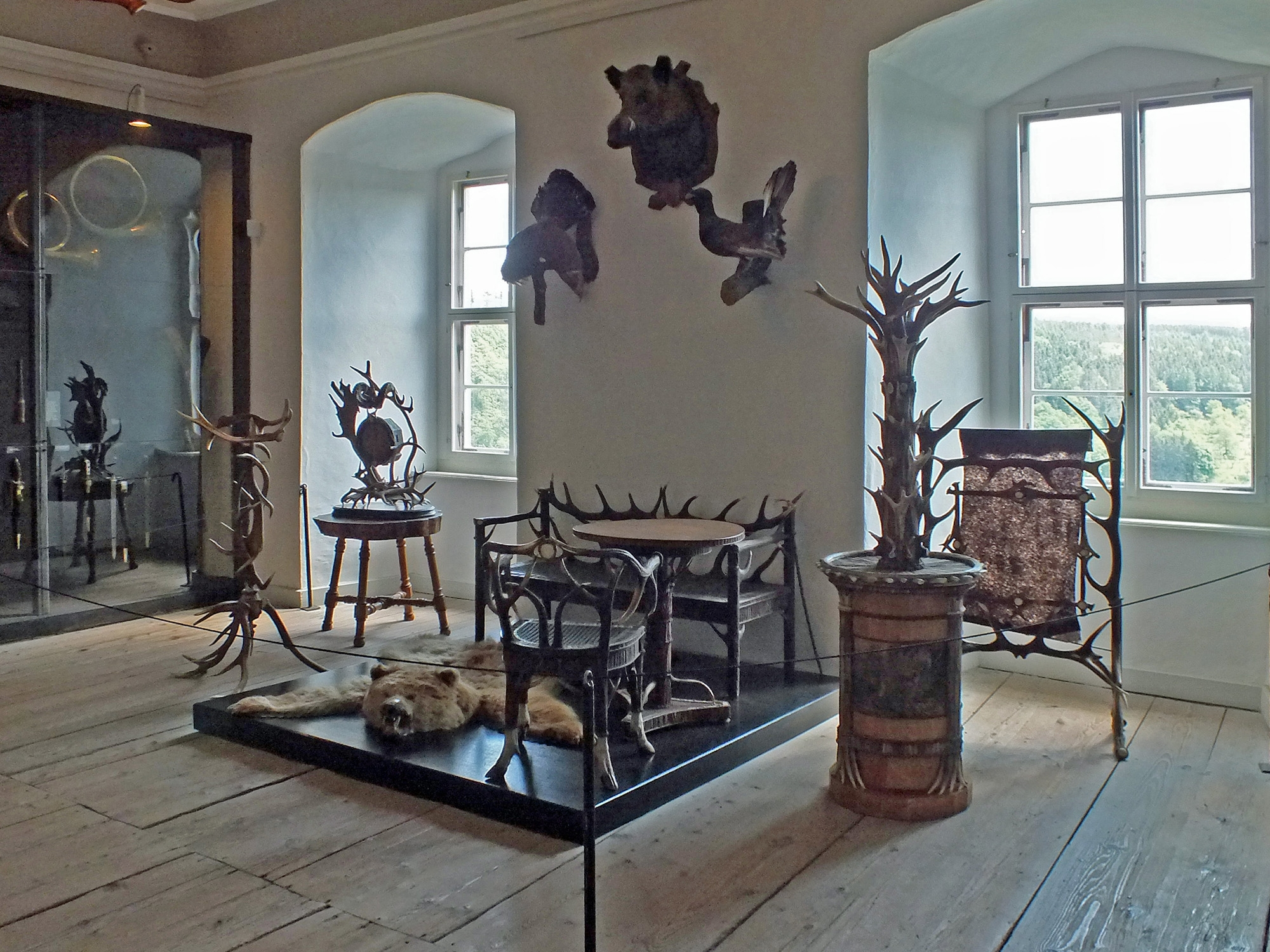
Jagdzimmer

### Orgeln

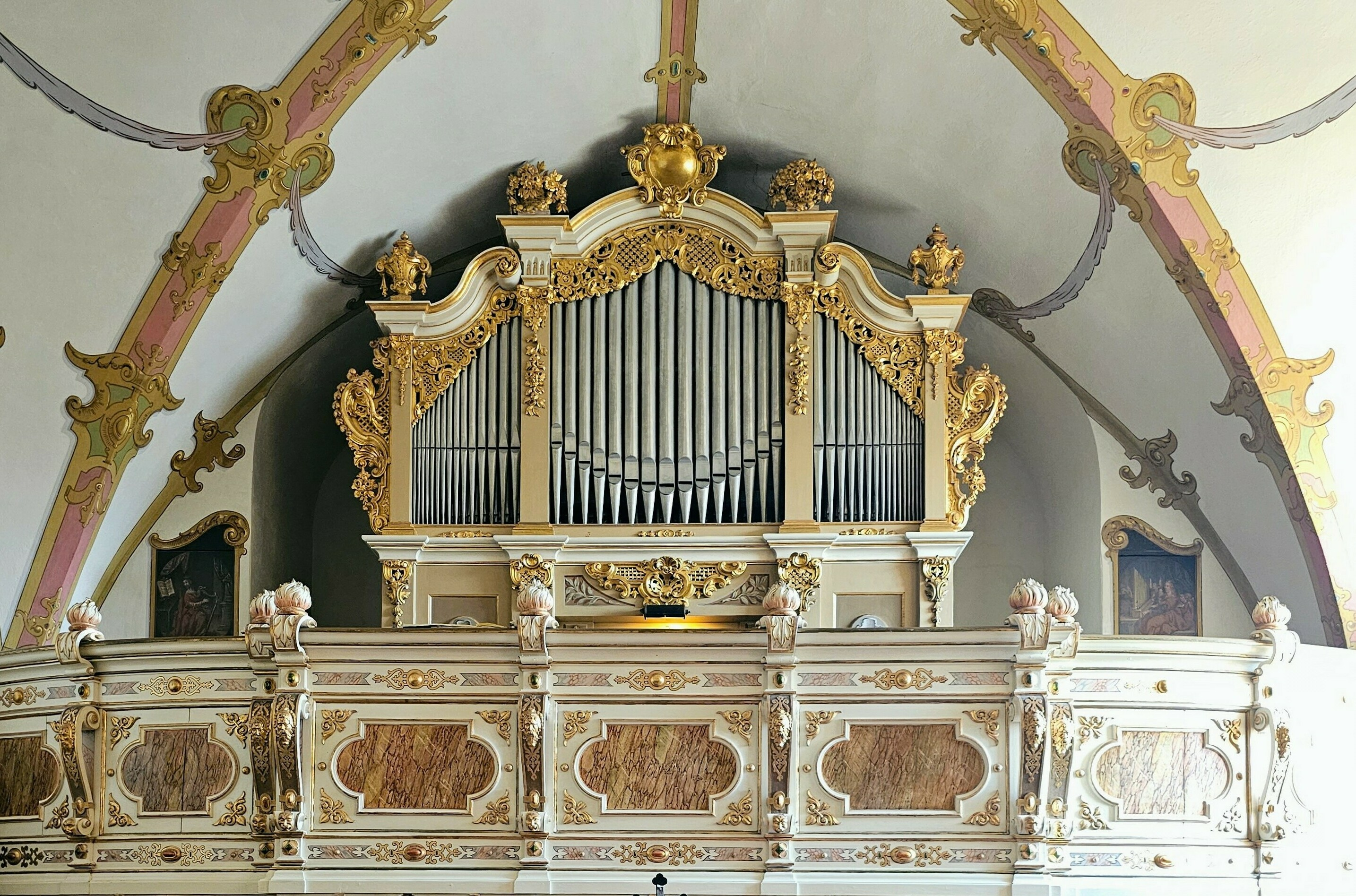
Silbermann-Orgel in der Schlosskapelle

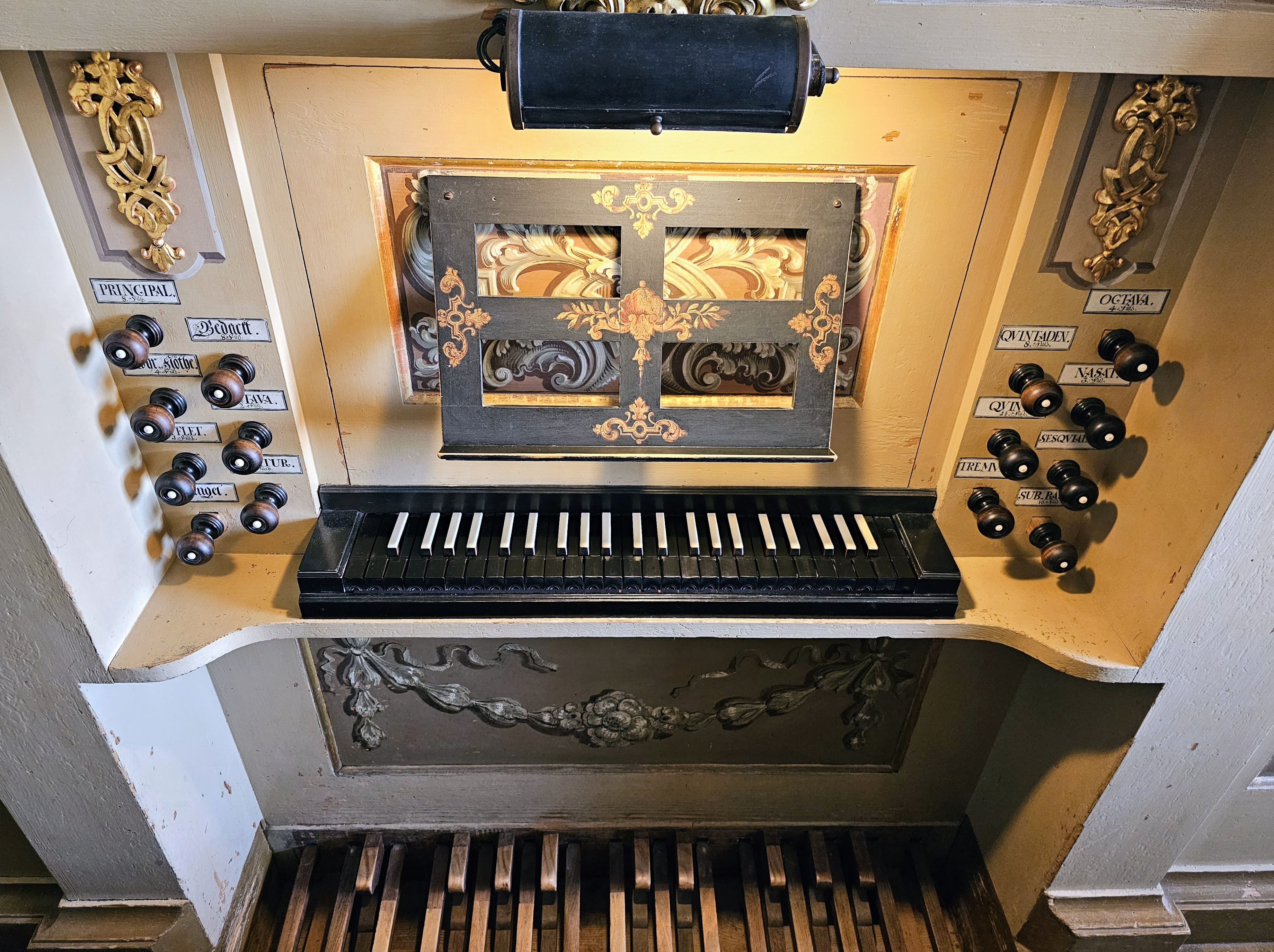
Spielanlage der Orgel

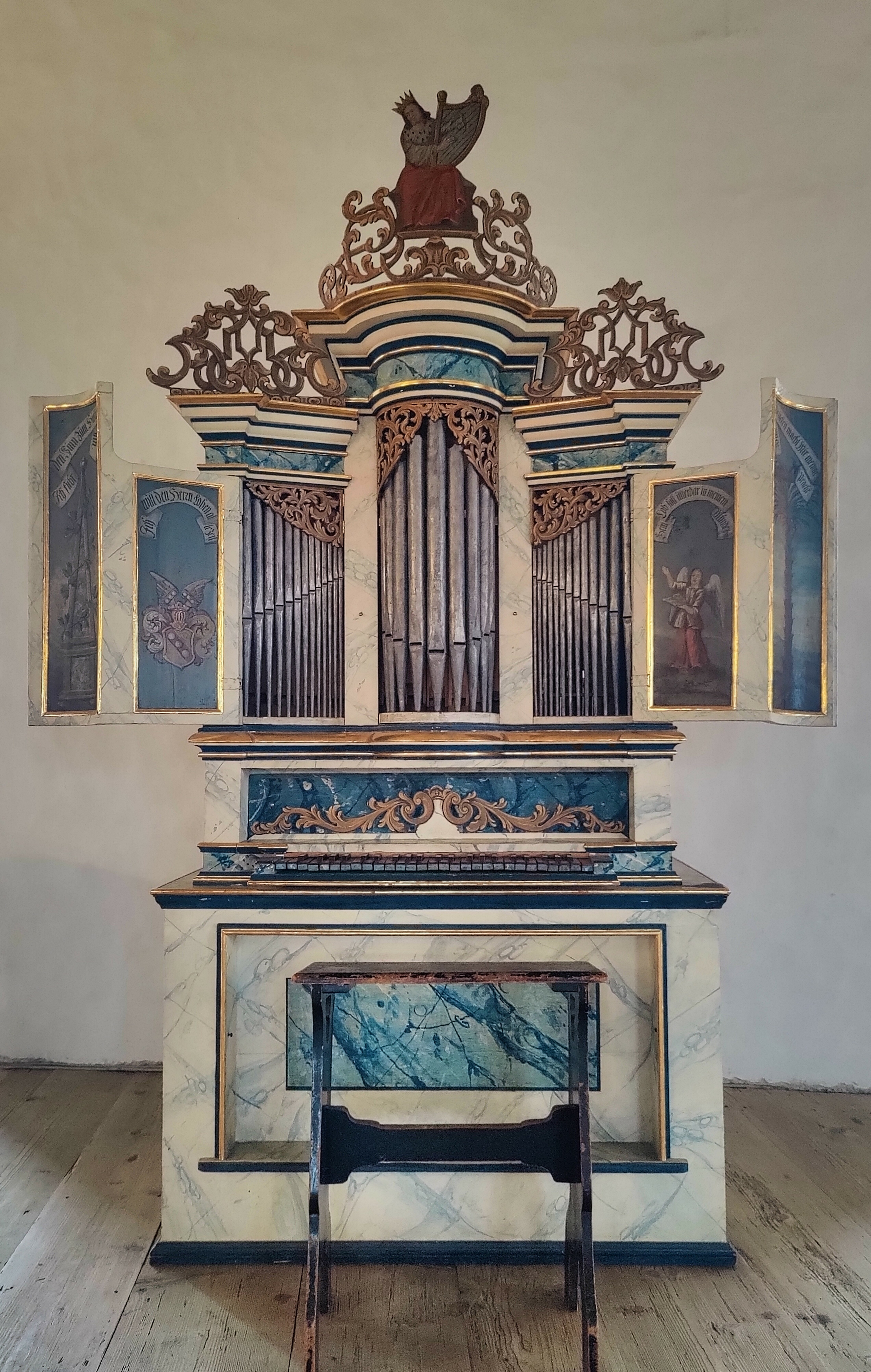
Hiebe-Positiv im Rittersaal

Die Orgel der Schlosskapelle mit einem Prospekt in feingearbeiteten Rocailleformen ist ein weitgehend original erhaltenes Werk von Gottfried Silbermann aus dem Jahr 1743 mit 12 Registern auf einem Manual und Pedal. Nach einem verschollenen Bauvertrag bot Silbermann dem Grafen Heinrich III. von Reuß den Bau einer Orgel mit 12 Registern einschließlich Gehäuse, Bildhauerarbeit und Emporenverkleidung für 600 Taler an. Um Platz für das Instrument zu gewinnen, war es erforderlich, eine starke Mauer auszubrechen und durch eine schwächere Ziegelmauer zu ersetzen. Die Orgel wurde ohne förmliche Prüfung abgenommen und im Weihegottesdienst am 14. April 1743 erstmals gespielt. Bis ins 20. Jahrhundert sind nur Reparaturen nachweisbar. Vermutlich 1860 erhielt die Orgel eine gleichstufige Temperatur. Im Jahr 1939 wurde durch die Firma Hermann Eule eine Restaurierung vorgenommen und eine Pedalkoppel eingebaut. Im Jahr 1956 wurde der Winddruck durch die gleiche Firma von 100 oder 90 mmWS auf 85 mmWS gesenkt. Bei einer weiteren Restaurierung im Jahr 1982 durch Eule wurden weitere Reparaturen sowie Nachintonationen durchgeführt und eine modifizierte Silbermann-Sorge-Temperatur gelegt. Die Disposition lautet:
| Manual CD–c3 |                    |
| Principal    | 8′                 |
| Gedackt      | 8′                 |
| Quintaden    | 8′                 |
| Octava       | 4′                 |
| Rohr-Flöthe  | 4′                 |
| Nassat       | 3′                 |
| Octava       | 2′                 |
| Qvinta       | 1 ⁄2′              |
| Sufflet      | 1′                 |
| Sesqvialtera | (4⁄5′, ab c1 3⁄5′) |
| Mixtur III   |                    |

| Pedal CD–c1 |     |
| Sub-Baß     | 16′ |

- Nebenregister: Tremulant, Calcantenglocke

Anmerkungen
- Tonhöhe: gegenwärtig Chorton a1 = 463 Hz
- Stimmung: modifizierte Silbermann-Sorge-Temperatur unter Berücksichtigung der vorgefundenen Pfeifenlängen
- Winddruck: 84 mmWS

Des Weiteren befindet sich im Rittersaal ein fünfregistriges Positiv des Schleizer Orgelbauers Johann Tobias Hübe (später: Hiebe) von 1722. Ein zwischenzeitlich zugebautes Pedalwerk wurde anlässlich der Restaurierung 1974 wieder entfernt.

## Filmkulisse
Das Schloss diente und dient zahlreichen Film- und Fernsehproduktionen als Kulisse. Bisher waren dies z. B.:
- 1968: Im Himmel ist doch Jahrmarkt (DEFA)
- 1969: Du bist min. Ein deutsches Tagebuch. (DEFA-Dokfilm)
- 1970: Die Mutprobe (DFF)
- 1973–75: Das Wasserschloß, 3. Teil des Fernsehfilms Das unsichtbare Visier (DDR-Fernsehen)
- 1975: Til Eulenspiegel (DEFA)
- 1980/81: Retter, Rächer und Rapiere (DDR-Fernsehen), zur Geschichte des vogtländischen Volkshelden Georg Kresse
- 2005: Abenteuer Mittelalter – Leben im 15. Jahrhundert (MDR)
- 2006: Galileo (Pro 7)
- 2013: Die goldene Gans (Märchenfilm) (ZDF)